# Pseudomecia lithoxylea
Pseudomecia lithoxylea är en fjärilsart som beskrevs av Bang-haas 1912. Pseudomecia lithoxylea ingår i släktet Pseudomecia och familjen nattflyn. Inga underarter finns listade.